# Cat Arm River
Der Cat Arm River ist ein ca. 47 km langer Fluss im Süden der Great Northern Peninsula auf der zur kanadischen Provinz Neufundland und Labrador gehörenden Insel Neufundland.

## Flusslauf
Der Cat Arm River hat seine Quelle in den Long Range Mountains auf einer Höhe von 600 m. Er fließt in überwiegend südsüdöstlicher Richtung durch das Hochland. Nach knapp 20 Kilometern mündet er in das nordwestliche Ende des Cat Arm Reservoir, einem Stausee, der zwischen 1982 und 1985 errichtet wurde. Die zugehörige Talsperre befindet sich 18 km oberhalb der Mündung des Cat Arm River. Das Wasser wird seither direkt dem Wasserkraftwerk Cat Arm an der Ostküste der Great Northern Peninsula zugeleitet. Im Unterlauf führt der Cat Arm River nur noch eine geringe Wassermenge. Der Cat Arm River fließt in überwiegend ostnordöstlicher Richtung zum Kopfende des Great Cat Arm, einer knapp 10 km langen fjordähnlichen Bucht, die sich zur White Bay hin öffnet. Das Einzugsgebiet des Flusssystems umfasst etwa 650 km². Der mittlere Abfluss betrug vor Errichtung der Talsperre 27,6 m³/s, wobei die größten Wassermengen im Mai und Juni mit 96,8 bzw. 72,8 m³/s abgeführt wurden.